# Sopilja
Sopilja är en förstörd befolkad plats i Bosnien och Hercegovina.   Den ligger i entiteten Republika Srpska, i den södra delen av landet, 60 km söder om huvudstaden Sarajevo. Sopilja ligger 868 meter över havet och antalet invånare är 126.
Terrängen runt Sopilja är varierad. Närmaste större samhälle är Potoci, 19,0 km nordväst om Sopilja. 
Omgivningarna runt Sopilja är en mosaik av jordbruksmark och naturlig växtlighet. Runt Sopilja är det ganska tätbefolkat, med 67 invånare per kvadratkilometer.